# Cerapachys pawa
Cerapachys pawa är en myrart som beskrevs av Mann 1919. Cerapachys pawa ingår i släktet Cerapachys och familjen myror. Inga underarter finns listade i Catalogue of Life.